# Протея
Протея (лат. Protea) — род растений семейства Протейные, типовой род семейства.
Типовой вид рода — Протея артишоковая — является национальным символом Южно-Африканской Республики. По информации базы данных The Plant List (2013), род включает 101 вид.

## Описание
Вечнозелёные кустарники высотой от 1 до 3 метров.
Листья кожистые, зелёные, верхняя и нижняя стороны одинаковы.
Цветки волосистые, многочисленные, собраны в конусовидные соцветия.
Цветок протеи — символ ЮАР.

## Виды
По данным базы данных NCBI, в род входят следующие виды:
- Protea acaulos
- Protea acuminata
- Protea amplexicaulis
- Protea angolensis
- Protea angustata
- Protea aristata
- Protea aspera
- Protea aurea
- Protea burchellii
- Protea caespitosa
- Protea caffra
- Protea canaliculata
- Protea compacta
- Protea comptonii
- Protea convexa
- Protea cordata
- Protea coronata
- Protea cryophila
- Protea curvata
- Protea cynaroides typus — Протея артишоковая
- Protea decurrens
- Protea denticulata
- Protea dracomontana
- Protea effusa
- Protea enervis
- Protea eximia
- Protea foliosa
- Protea gaguedi
- Protea glabra
- Protea grandiceps
- Protea holosericea
- Protea humiflora
- Protea inopina
- Protea intonsa
- Protea inyanganiensis
- Protea lacticolor
- Protea laetans
- Protea laevis
- Protea lanceolata
- Protea laurifolia
- Protea lepidocarpodendron
- Protea longifolia
- Protea lorea
- Protea lorifolia
- Protea madiensis
- Protea magnifica
- Protea montana
- Protea mucronifolia
- Protea mundii
- Protea namaquana
- Protea nana
- Protea neriifolia
- Protea nitida
- Protea nubigena
- Protea obtusifolia
- Protea odorata
- Protea parvula
- Protea pendula
- Protea petiolaris
- Protea piscina
- Protea pityphylla
- Protea pruinosa
- Protea pudens
- Protea punctata
- Protea recondita
- Protea repens
- Protea restionifolia
- Protea revoluta
- Protea roupelliae
- Protea rubropilosa
- Protea rupestris
- Protea rupicola
- Protea saligna
- Protea scabra
- Protea scabriuscula
- Protea scolopendriifolia
- Protea scolymocephala
- Protea scorzonerifolia
- Protea simplex
- Protea speciosa
- Protea stokoei
- Protea subulifolia
- Protea subvestita
- Protea sulphurea
- Protea susannae
- Protea tenax
- Protea venusta
- Protea vogtsiae
- Protea welwitschii
- Protea wentzeliana
- Protea witzenbergiana

## Галерея

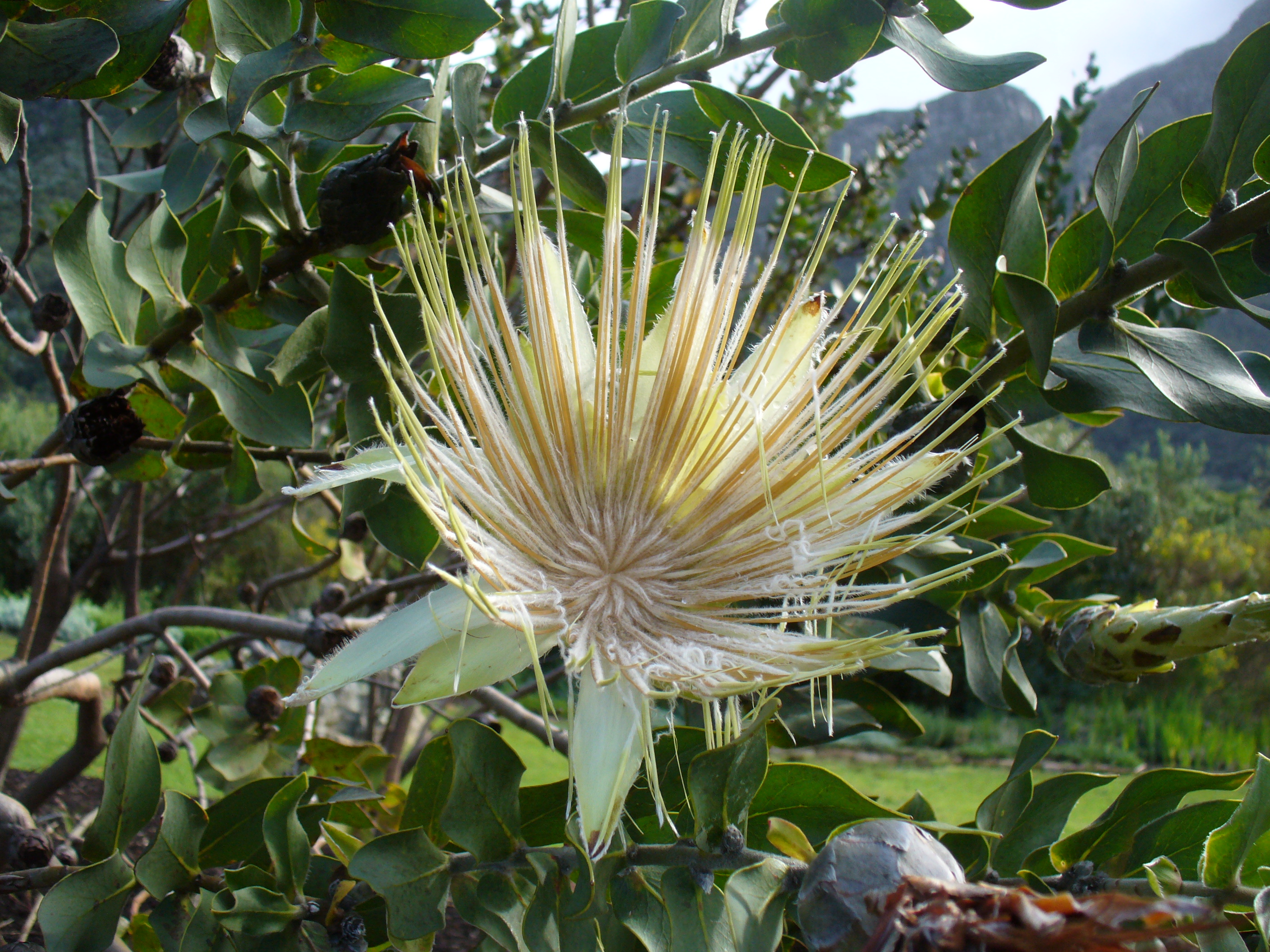
Protea aurea
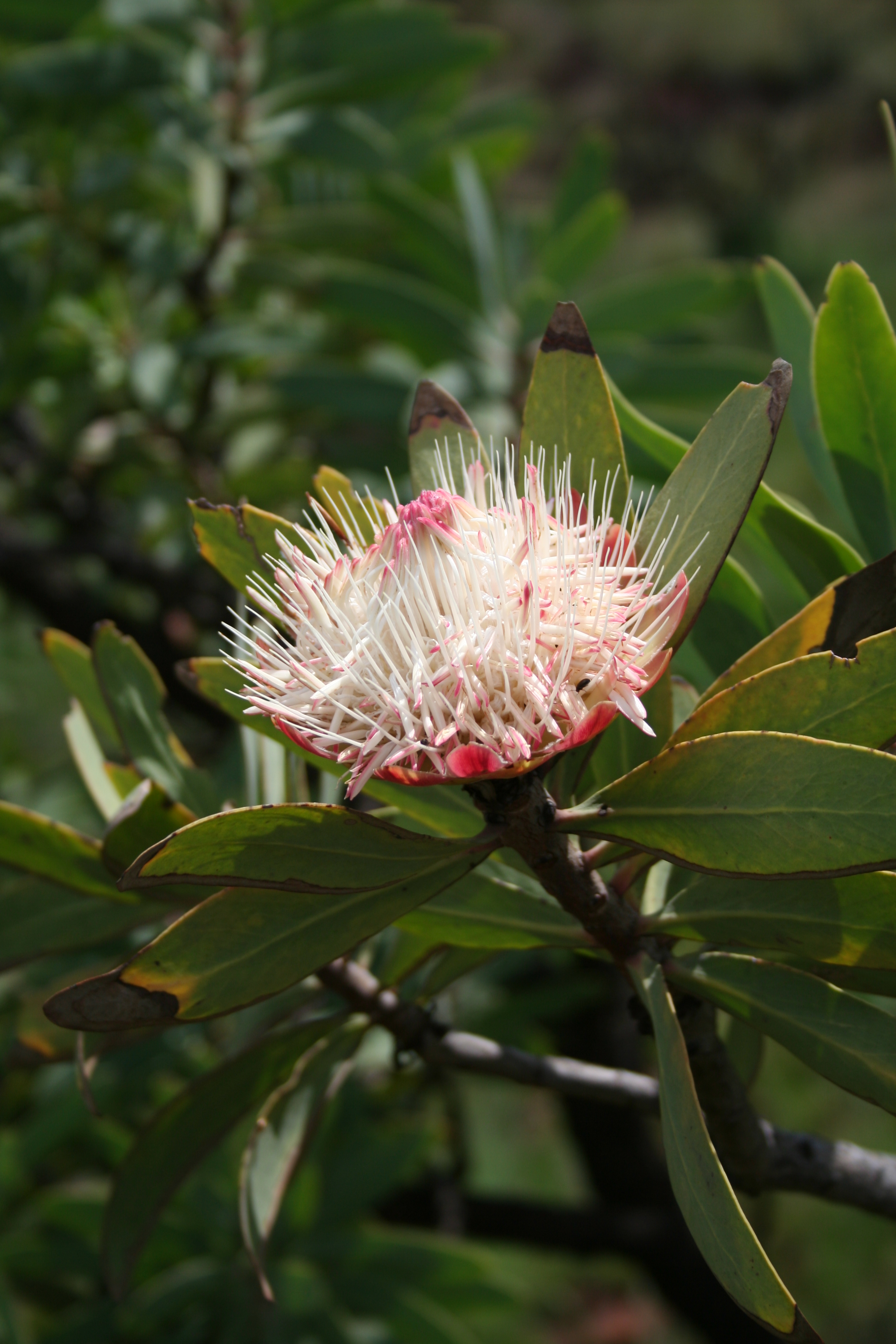
Protea caffra
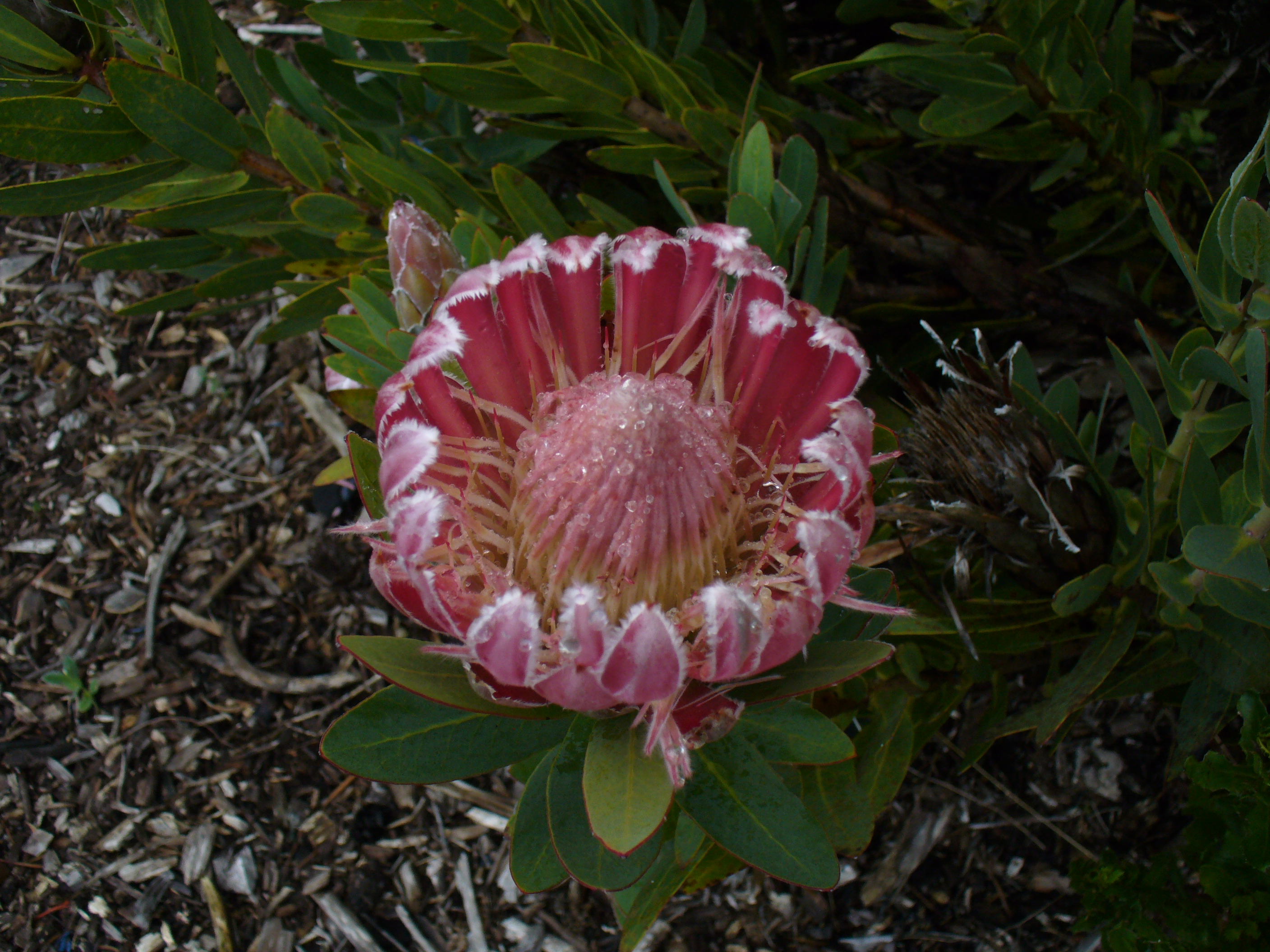
Protea compacta
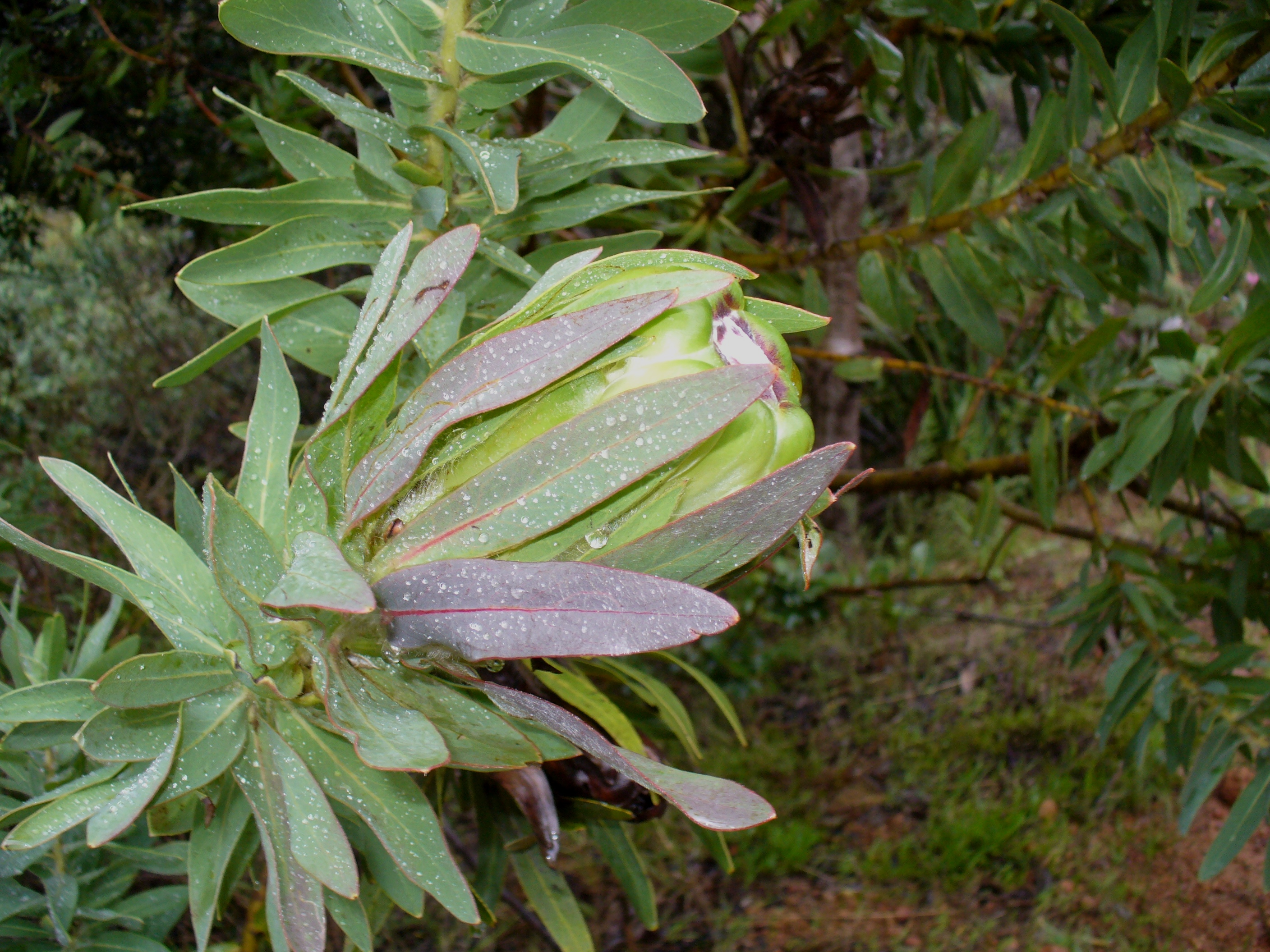
Protea coronata
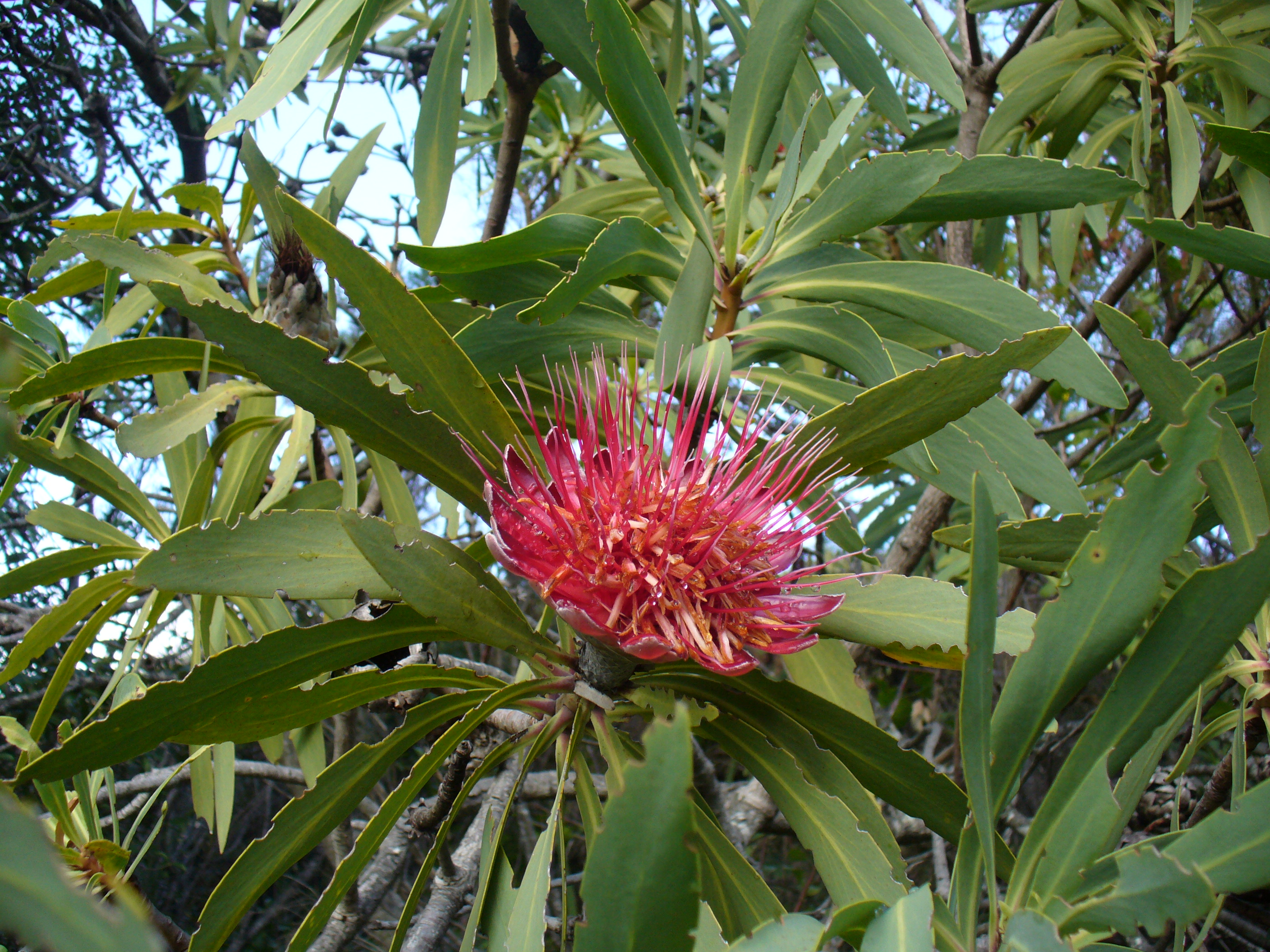
Protea laetans
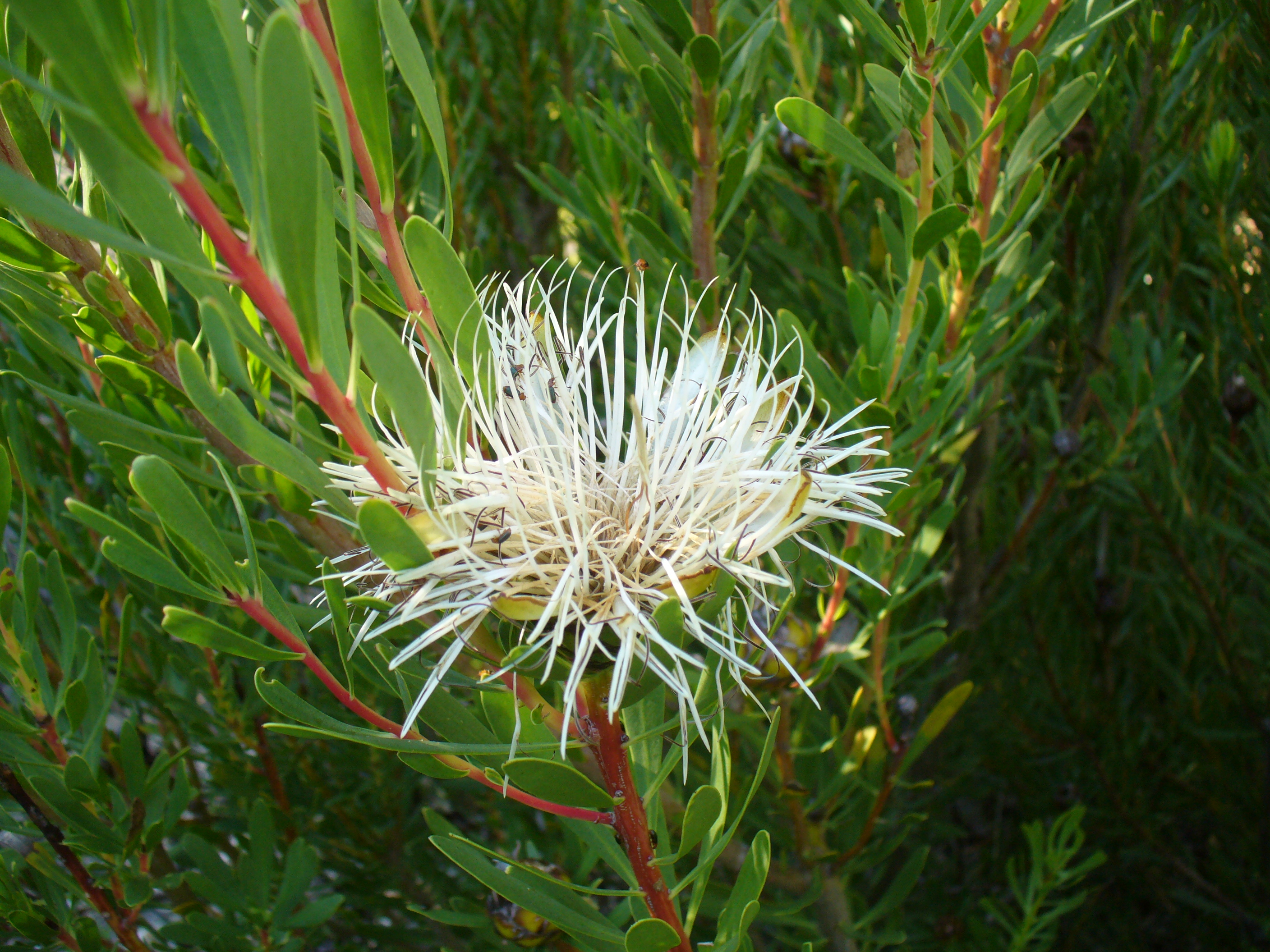
Protea lanceolata
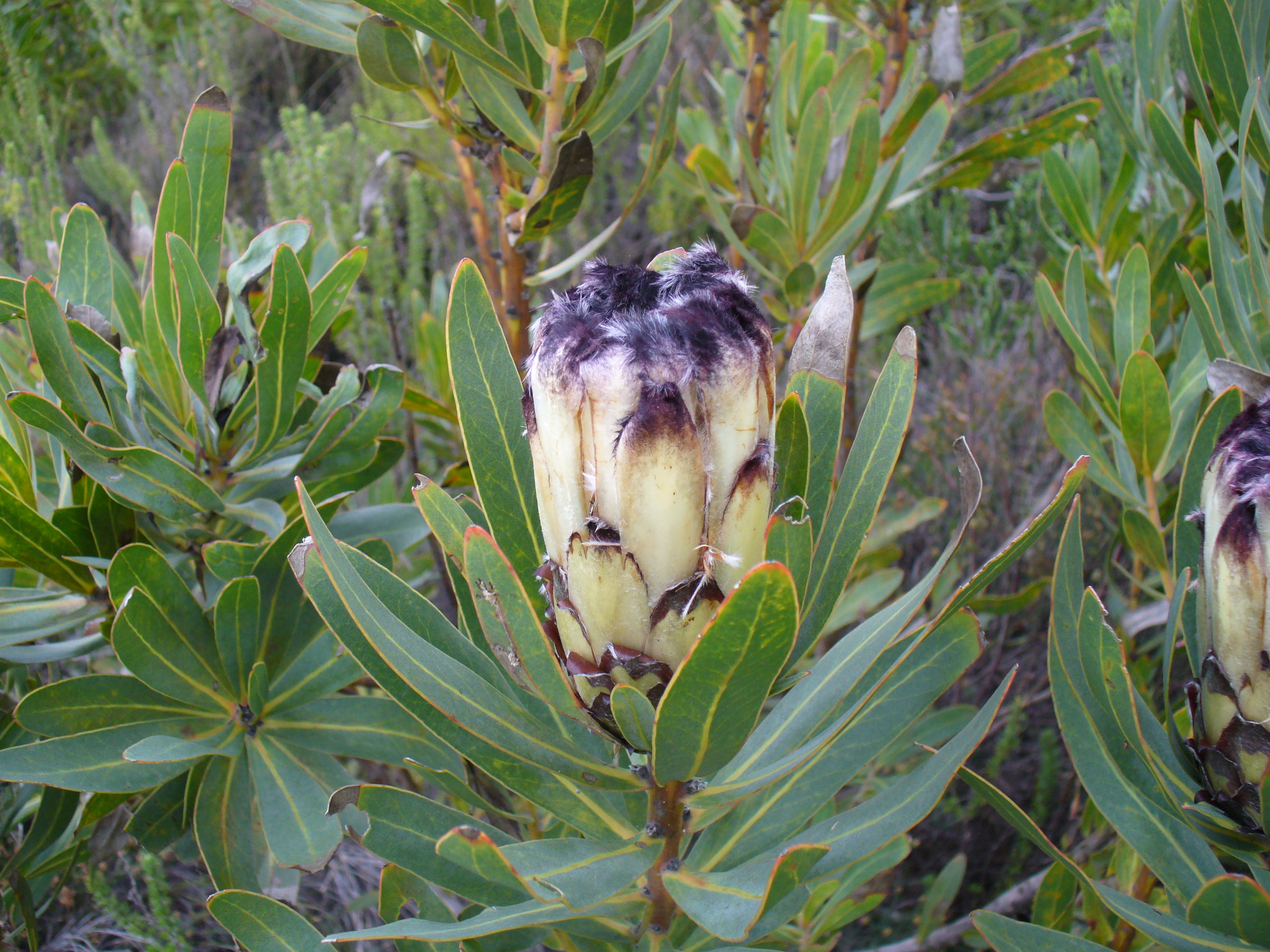
Protea lepidocarpodendron
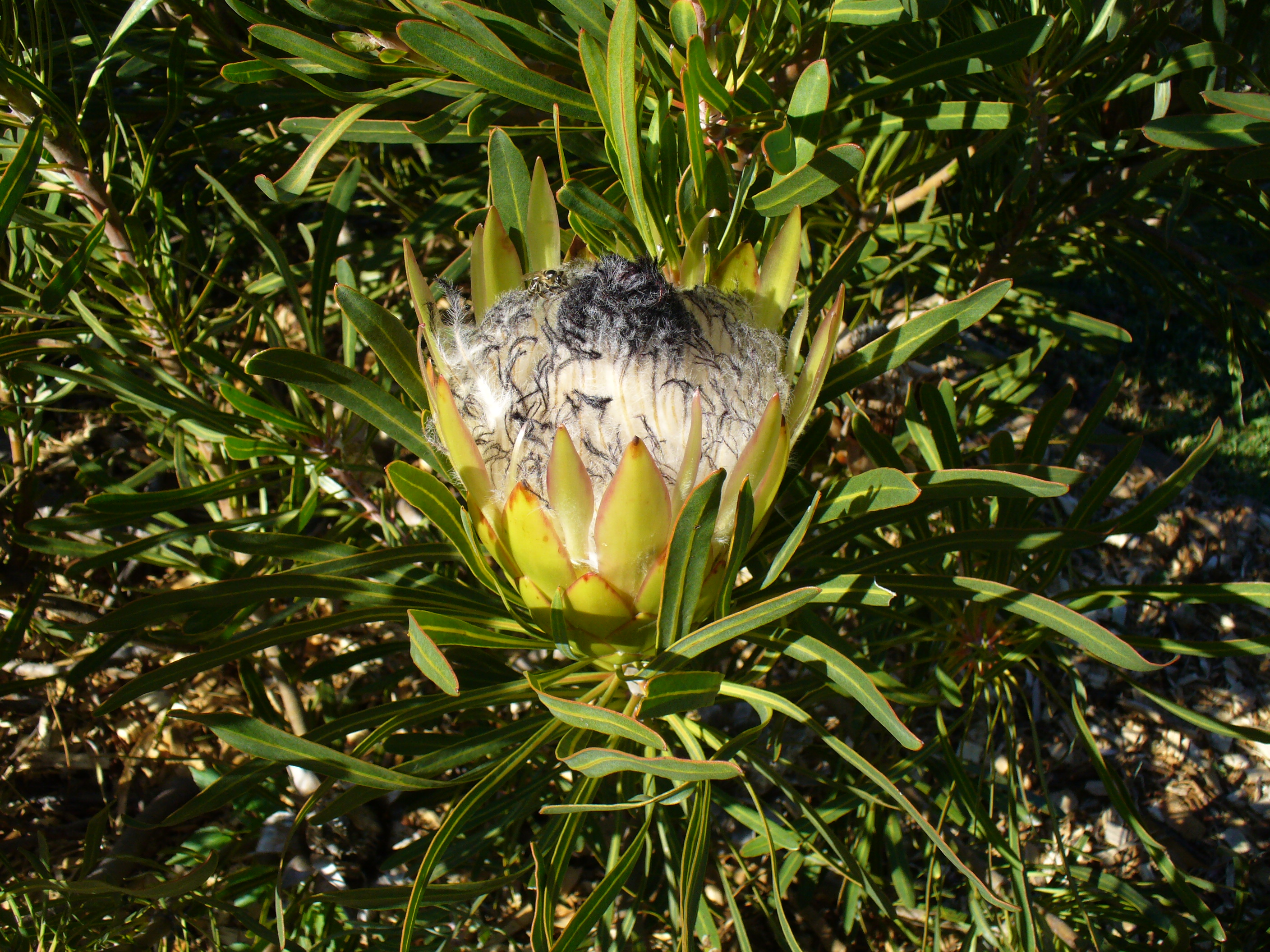
Protea longifolia
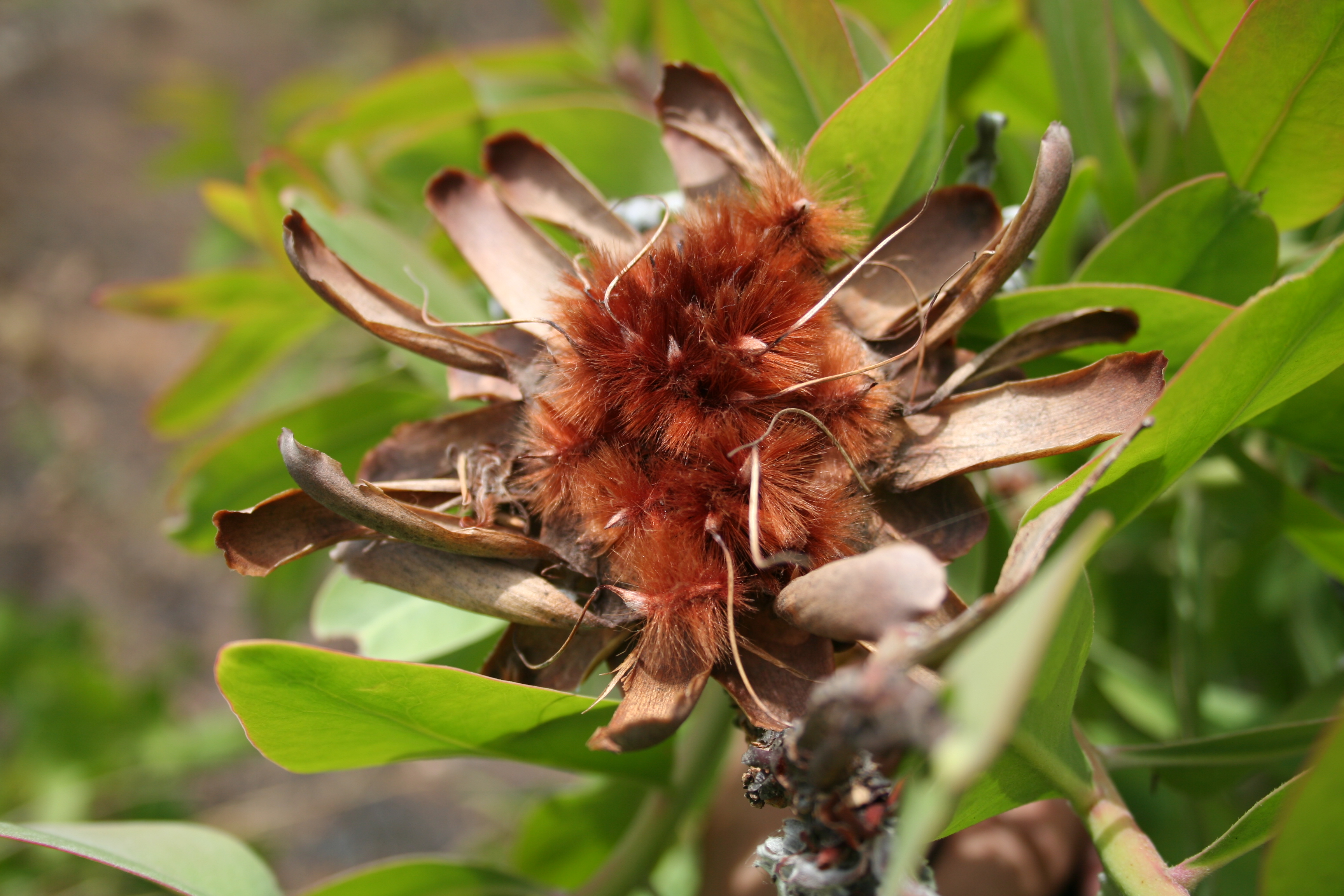
Protea madiensis
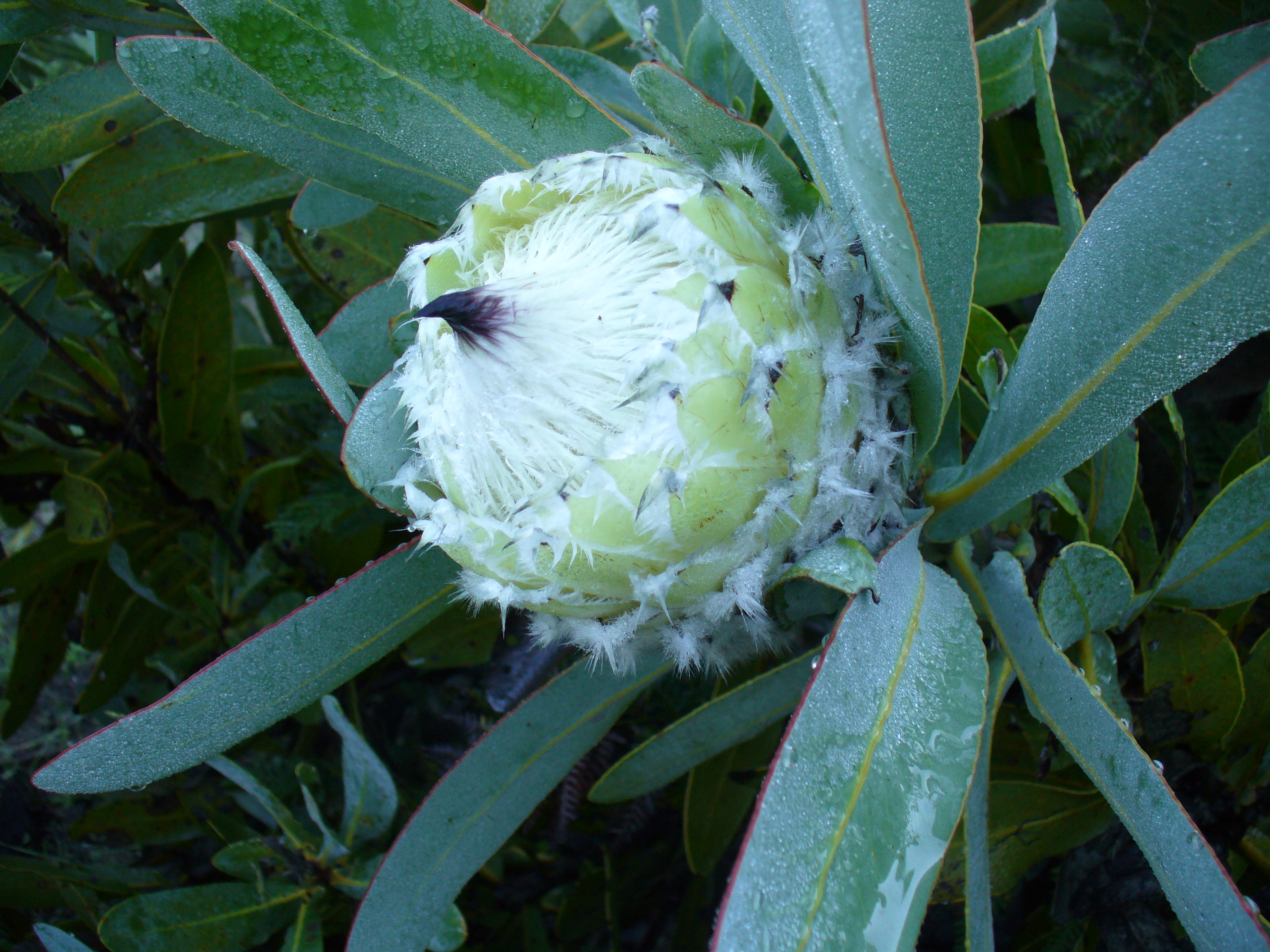
Protea magnifica
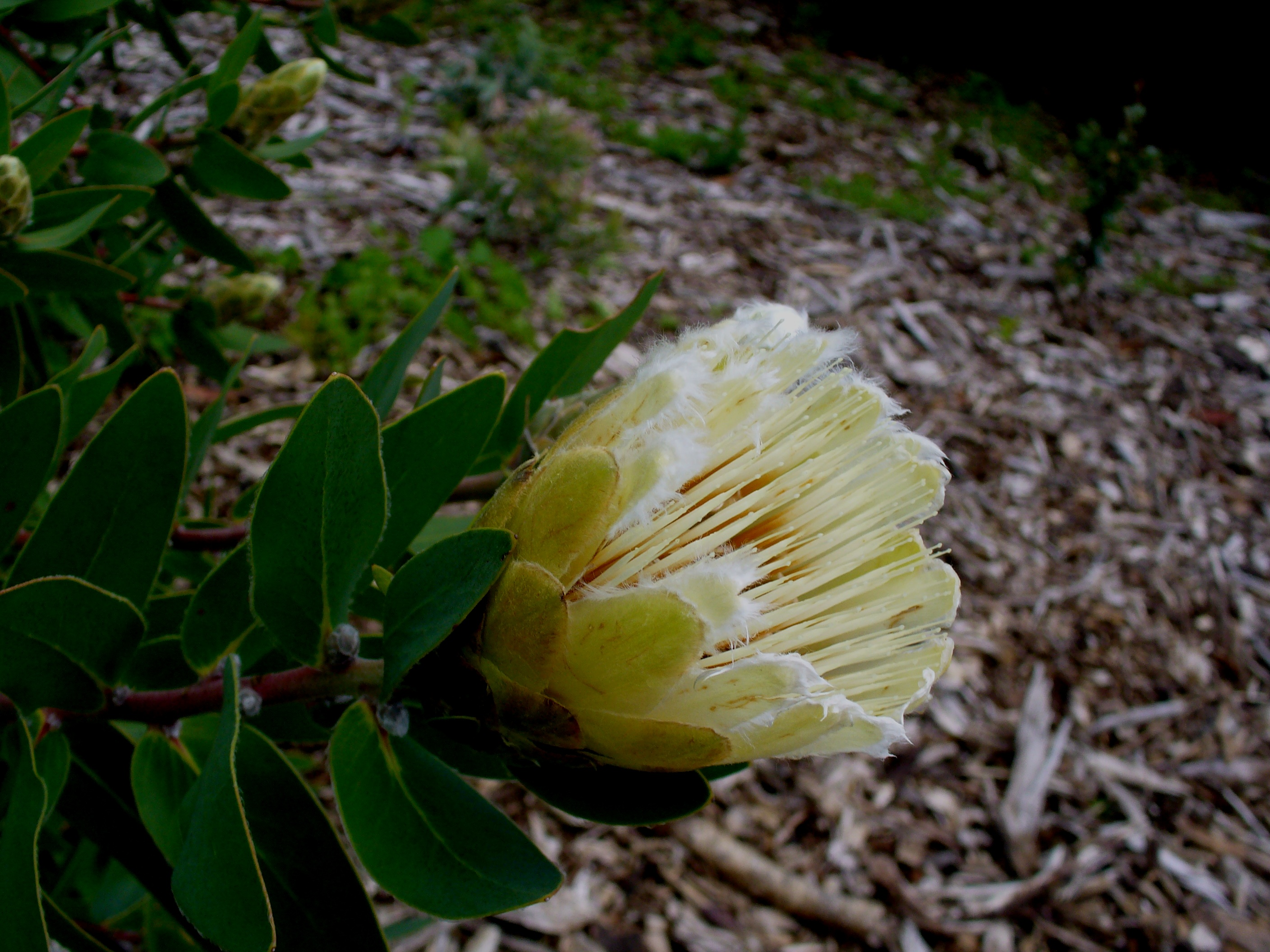
Protea mundii
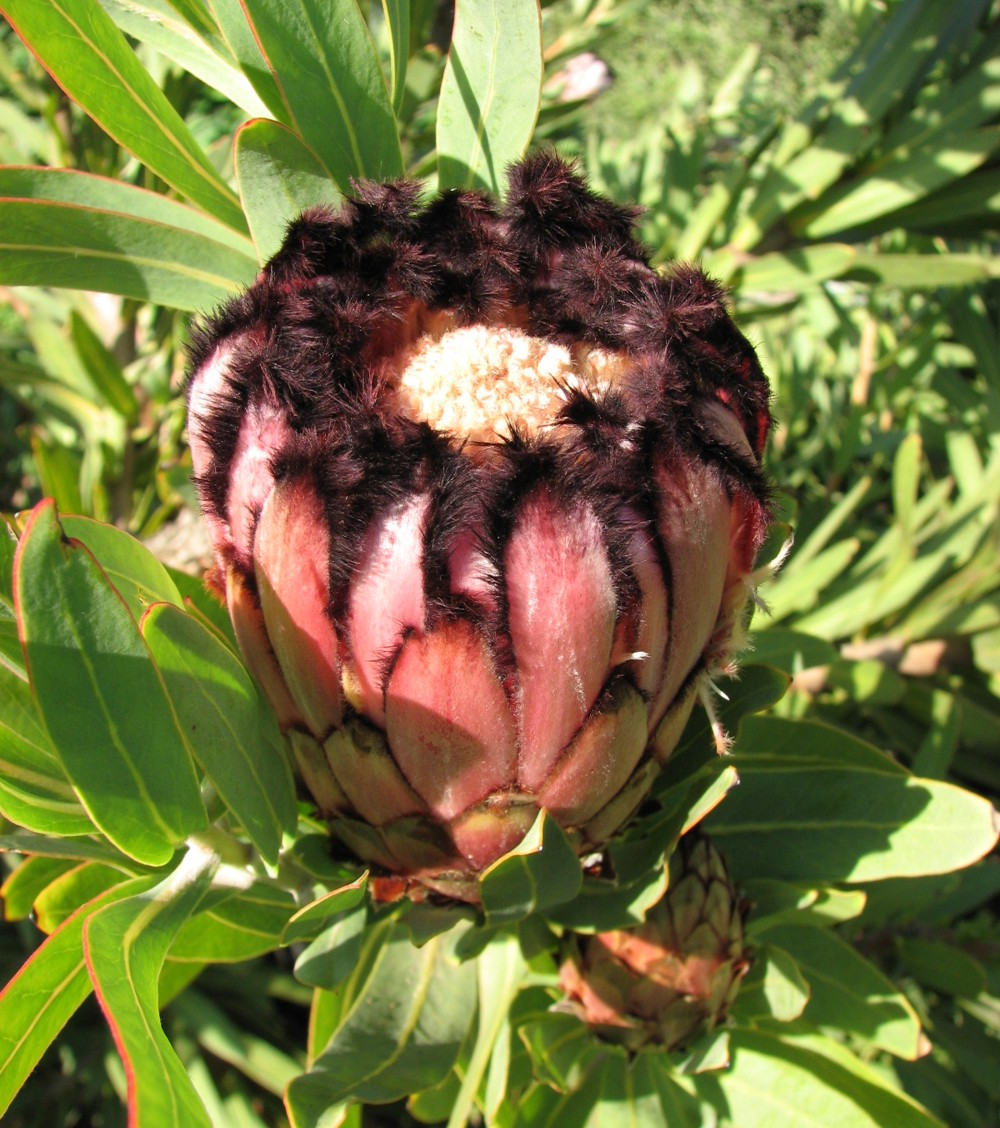
Protea neriifolia
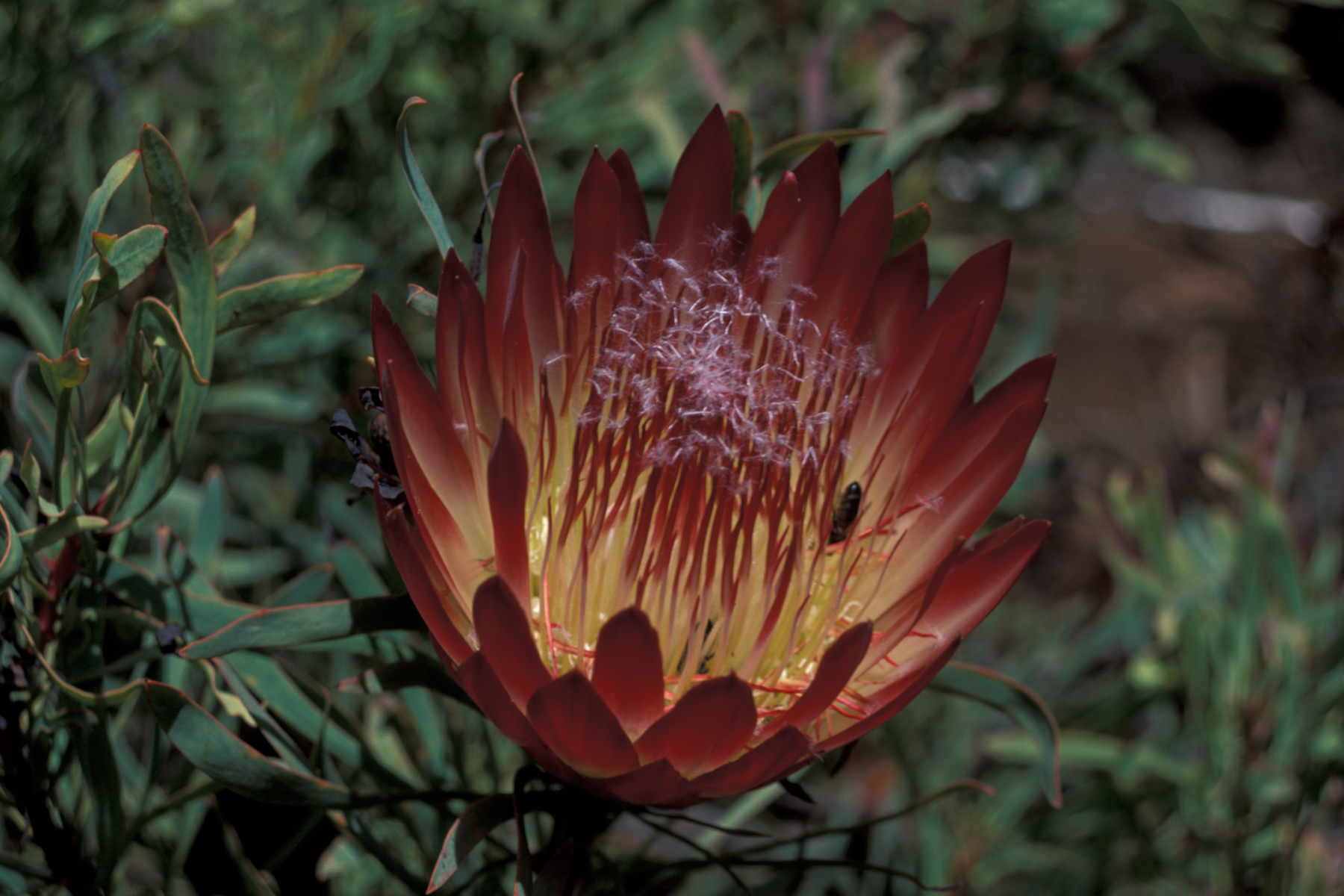
Protea repens
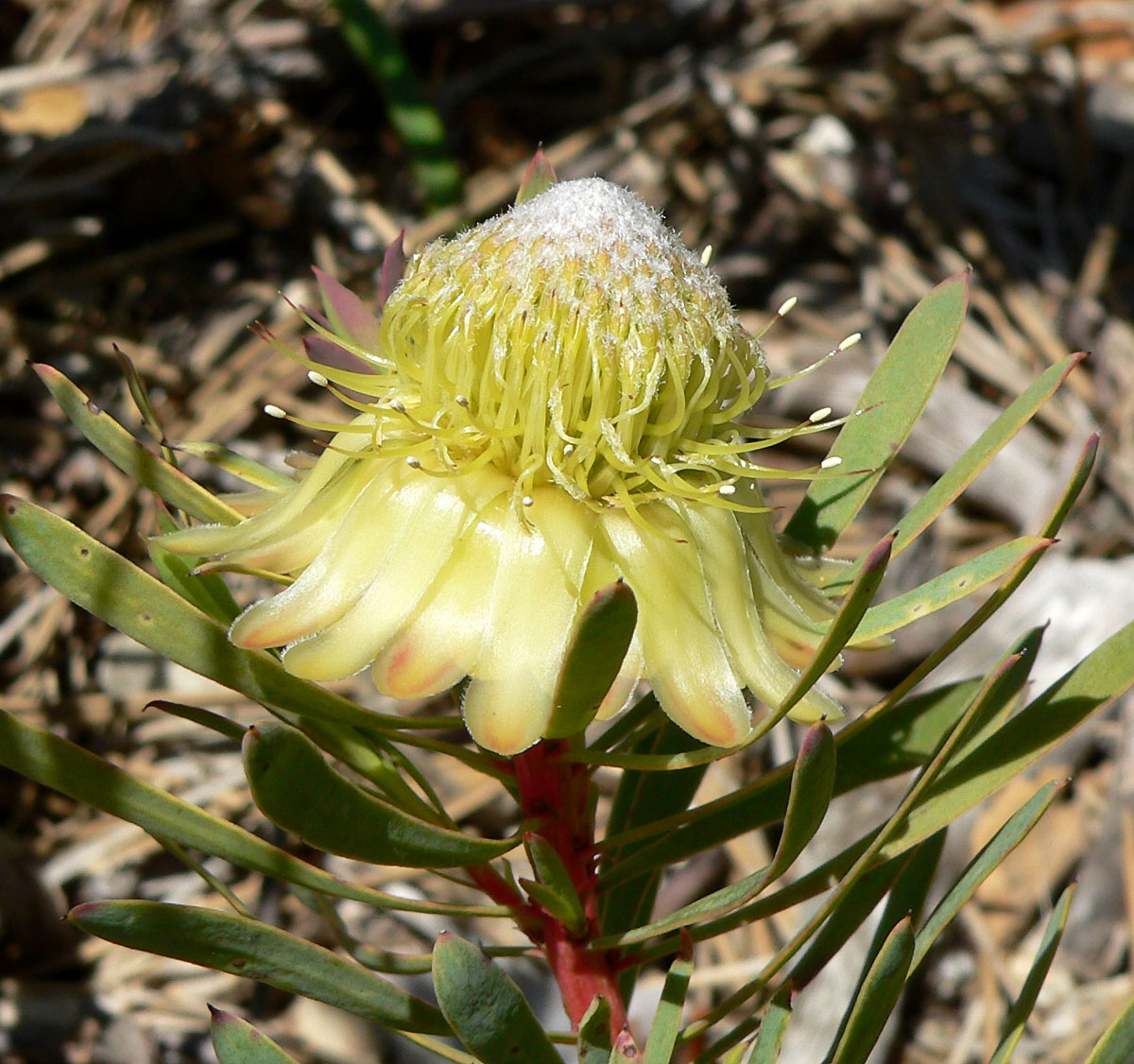
Protea scolymocephala
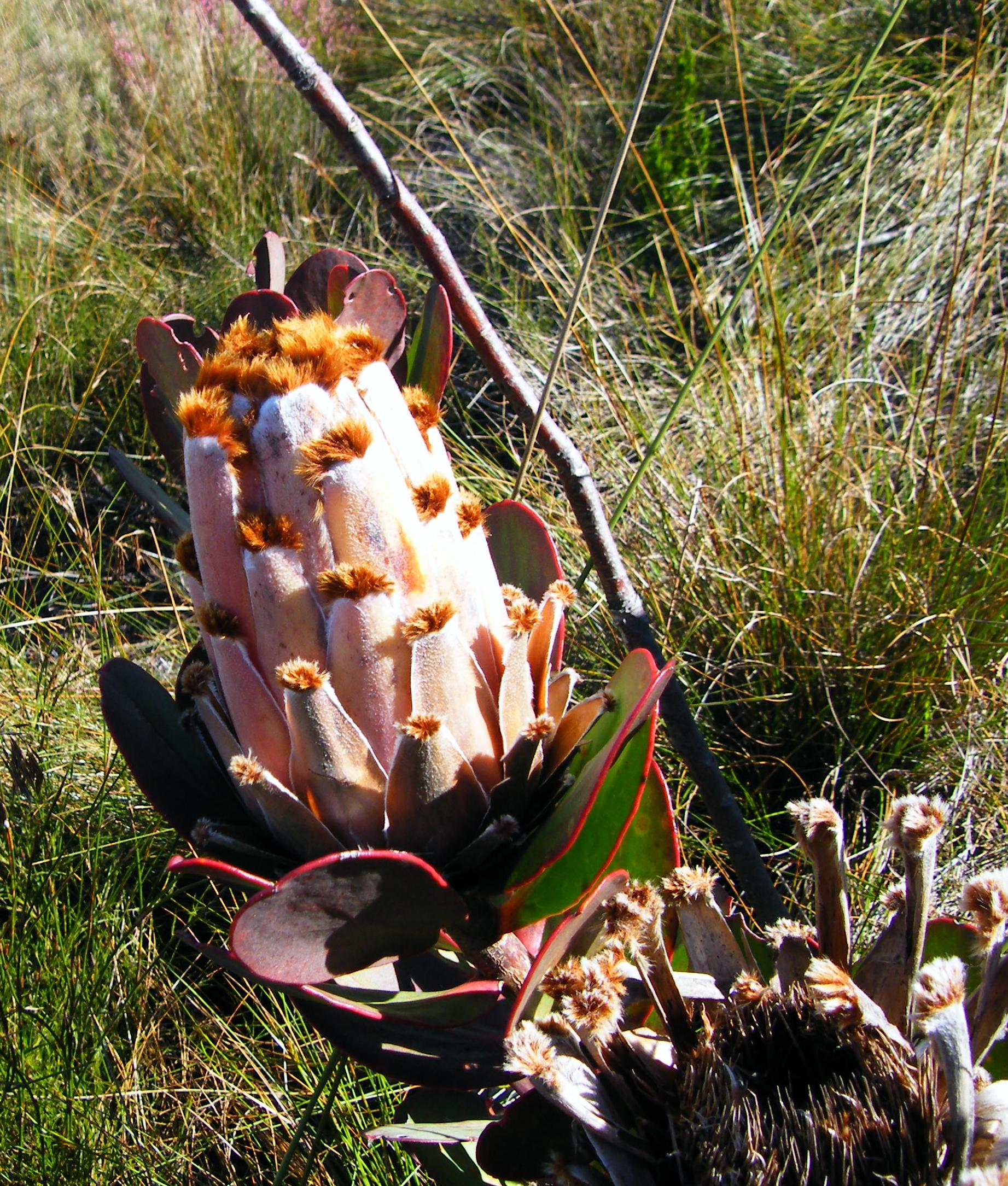
Protea speciosa